# Tom Jones (cântăreț)
Sir Thomas Jones Woodward (n. 7 iunie 1940), cunoscut sub numele de scenă Tom Jones, este un cântăreț de muzică ușoară galez. 
S-a născut în Treforest, lângă Cardiff, în Țara Galilor. De la terminarea școlii la 16 ani, a vândut  peste o sută de milioane de discuri.
Într-o ceremonie la palatul Buckingham din Londra, regina Elisabeta a II-a a Marii Britanii recunoaște meritele făcute Commonwealth-ului și Regatului Unit și în ziua de 29 martie 2006 îl numește prin ceremonial Sir Tom Jones, acordându-i totodată titlu de cavaler.

## Tinerețea
Tom Jones a devenit faimos la mijlocul anilor '60 prin interpretarea exuberantă purtând pantaloni strâmți și bluze cu gulere largi, în stilul modern de haine la modă în vremea aceea. A fost cunoscut pentru sex-appealul său evident încă dinainte de a deveni un lucru necesar pentru oricare alt cântăreț.
În 1963 Jones devine printr-o ocazie lider vocalist în trupa „Tommy Scott and the Senators”, cu care cântă o perioadă de timp la asociația Young Men Club Association din localitatea Cwmtillery din Marea Britanie. Îmbrăcați în haine de piele trupa devine cunoscut în Țara Galilor. Astfel, începând cu anul 1963 Tom Jones îi ia locul vechiului vocalist Tommy Redman care nu apare la un concert al trupei într-un centru YMCA. După părăsirea trupei a lui Tom Jones, aceasta își continuă activitatea muzicală și își schimbă numele în „The Playboys”, apoi în „The Squires”. Așa începe cariera solo lui Tom Jones.

## Cariera solo
Pe când cânta cu formația „Tommy Scott and the Senators”, Tommy Jones este remarcat de Gordon Mills. Acesta îi propune să îl reprezinte și îi schimbă numele de scenă din "Tommy" în Tom Jones. Gordon Mills era la vremea aceea manager cu experiență care îl mai lansase și pe cântărețul Engelbert Humperdinck.
Reprezentat de managerul său londonez Gordon Mills, Tom Jones părăsește trupa Tommy Scott and the Senators. Companiile de înregistrări considerau stilul său crud și neprelucrat. Vocea lui, foarte răgușită și mișcările care copiau mișcările lui Elvis, care a fost un personaj ce i-a influențat stilul, vor fi doar piedici la începutul afirmării. Casa de înregistrări Decca s-a arătat singura interesată, și astfel Tom Jones a înregistrat în 1964 single-ul Chills and Fever.
Single-ul nu a avut mare succes, însă următorul single, It's Not Unusual, (lansat în anul 1965 și scris împreună cu Les Reed), a fost un hit-single instantaneu. Postul de radio BBC a refuzat inițial să îl difuzeze.

## Discografie

### Albume de studio
| No. crt | Year | Title                                               | DEU {{ref\|url=http://www.charts-surfer.de/musiksearch.php%7Ctitle=1}%5Bnefuncțională%5D | AUT | CZ | GBR | USA |
| ------- | ---- | --------------------------------------------------- | ---------------------------------------------------------------------------------------- | --- | -- | --- | --- |
| 1       | 1965 | Along Came Jones (US Title: It's Not Unusual*)      | −                                                                                        | −   | −  | 11  | 54  |
| 2       | 1965 | What's New, Pussycat?                               | −                                                                                        | −   | −  | −   | 114 |
| 3       | 1966 | From the Heart                                      | −                                                                                        | −   | −  | 23  | −   |
| 4       | 1966 | A-tom-ic Jones                                      | -                                                                                        | −   | −  | −   | −   |
| 5       | 1967 | Green, Green Grass of Home                          | 35                                                                                       | −   | −  | 3   | 65  |
| 6       | 1967 | Funny familiar forgotten feelings (1967)            | −                                                                                        | −   | −  | −   | −   |
| 7       | 1967 | 13 Smash Hits                                       | 6                                                                                        | −   | −  | 5   | −   |
| 8       | 1968 | Delilah                                             | 2                                                                                        | −   | −  | 1   | −   |
| 9       | 1968 | Help Yourself                                       | 7                                                                                        | −   | −  | 4   | 5   |
| 10      | 1969 | The Tom Jones Fever Zone                            | −                                                                                        | −   | −  | −   | 14  |
| 11      | 1969 | A Thing Called Love (1969)                          | −                                                                                        | −   | −  | −   | −   |
| 12      | 1970 | Tom                                                 | 9                                                                                        | −   | −  | 2   | 4   |
| 13      | 1969 | This Is Tom Jones                                   | −                                                                                        | −   | −  | 4   | 6   |
| 14      | 1970 | I Who Have Nothing                                  | −                                                                                        | −   | −  | 10  | 23  |
| 15      | 1971 | She's a Lady                                        | 34                                                                                       | −   | −  | 9   | 17  |
| 16      | 1972 | Close Up                                            | −                                                                                        | −   | −  | 17  | 64  |
| 17      | 1973 | The Body and Soul of                                | −                                                                                        | −   | −  | 31  | 93  |
| 18      | 1975 | Memories Don't Leave Like People Do (1975)          | −                                                                                        | −   | −  | −   | −   |
| 19      | 1977 | Say You'll Stay Until Tomorrow                      | −                                                                                        | −   | −  | −   | 76  |
| 20      | 1978 | Somethin' 'bout you baby I like                     | −                                                                                        | −   | −  | 12  | −   |
| 21      | 1979 | Rescue Me                                           | −                                                                                        | −   | −  | −   | −   |
| 22      | 1979 | Do You Take This Man (1979)                         | −                                                                                        | −   | −  | −   | −   |
| 23      | 1981 | Darlin'                                             | −                                                                                        | −   | −  | −   | 179 |
| 24      | 1989 | At This Moment                                      | −                                                                                        | −   | −  | 34  | −   |
| 25      | 1989 | After Dark                                          | −                                                                                        | −   | −  | 46  | −   |
| 26      | 1991 | Carrying a Torch                                    | −                                                                                        | −   | −  | 44  | −   |
| 27      | 1994 | The Lead and How to Swing It                        | 81                                                                                       | 35  | −  | 55  | −   |
| 28      | 1999 | Reload: Greatest Hits                               | 3                                                                                        | 3   | 5  | 1   | −   |
| 29      | 2001 | Loaded: The Brassed Up Funked Out Club Sides (2001) | −                                                                                        | −   | −  | −   | −   |
| 30      | 2002 | Mr. Jones                                           | 78                                                                                       | 58  | 62 | 36  | −   |
| 31      | 2008 | 24 Hours                                            | 70                                                                                       | 61  | 94 | 32  | 105 |
| 32      | 2010 | Praise & Blame                                      | 38                                                                                       | 9   | 51 | 2   | 79  |

### Best of ...
1. Tom Jones Greatest Hits (1973)
2. The 10th Anniversary Album of Tom Jones - 20 Greatest Hits (UK no.1) (1975)
3. Legends Of Entertainment: This is Tom Jones (3 discuri) (2002)
4. The definitive Tom Jones (2003)
5. Greatest Hits: The Platinum Edition (2006)
6. The Signature Collection: Tom Jones (2007)

## Filmografie
- Emisiune specială despre Podul Londrei TV  UK/USA (1972)
  - O poveste fantastică despre cum a fost adus Podul Londrei în America
- Hex (sau The shrieking) (Leo Garen) USA (1973)
- Pe insula fericirii BBC special pentru TV  UK (1974)
- "Pleasure Cove" (Bruce Bilson), USA (1979)
- Insula fantastică (reg. Aaron Spelling), serie TV USA (ABC, 7 aprilie 1984)
- Fantomele Străzii Oxford (Malcolm McLaren), TV pentru TV, UK (1991)
  - Un musical TV care celebrează a 200-a aniversare a renumitei Oxford Street din Londra
- Fresh Prince of Bel-Air serie TV (Tom Jones este invitat) (1991)
- Simpsonii serie TV Sezonul 4 Episodul 7 ("Marge Gets a Job") (1991)
- Silk 'n sabotage (Joe Cauley), USA (1994)
- The Jerky Boys (James Melkonian), USA (1995)
- Atacul marțienilor! (Tim Burton), USA (1996)
- Agnes Browne (sau Mămica) (Anjelica Huston)(1999)
- Duck Dodgers (Serie TV) deschidere și apariție de invitat în episodul "Talent Show A Go-Go".